# Plaça Stanislas
La Plaça Stanislas és un lloc que pertany a un projecte urbà neoclàssic situat a Nancy, a la regió de Lorena, a França. Està inscrit a la llista del Patrimoni de la Humanitat de la UNESCO des del 1983.

## Història
En convertir-se en duc de Lorena, el rei de Polònia-Lituània Estanislau I Leszczynski va modernitzar-ne la capital i va idear una forma d'unir el vell burg medieval amb la ciutat moderna de Carles III per mitjà d'un sistema de places urbanes. Així mateix, per marcar la transició entre la part antiga i la nova, va fer alçar un arc de triomf. Aquest conjunt, constituït per la plau Royale (actual plaça Stanislas) i la plaça de la Carrière, articulades per l'arc de triomf (Porta Héré), combina amb gràcia els edificis majestuosos i les famoses portes d'or de Jean Lamour.